# シャムシール

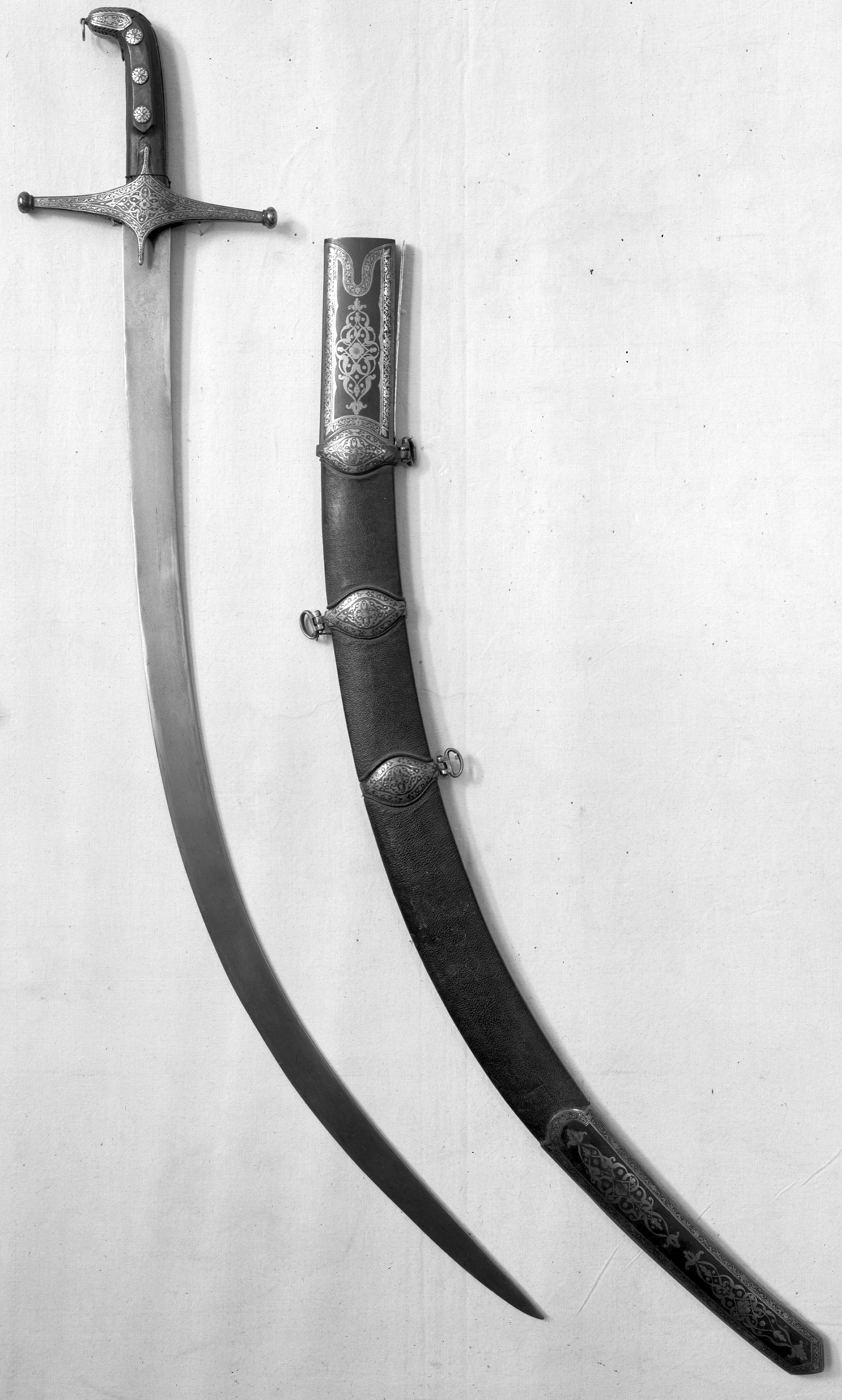
シャムシール

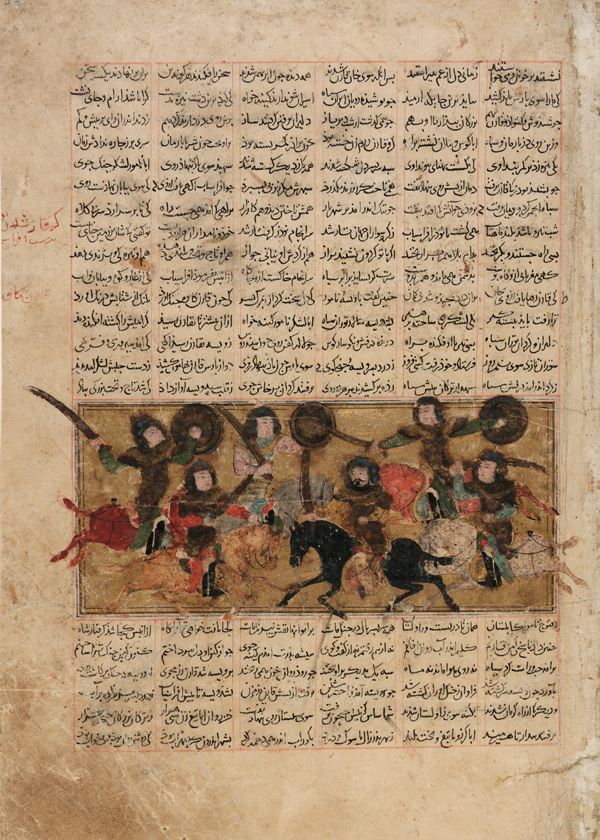
『シャーナーメ』のアフラースィヤーブの合戦（14世紀初頭、イルハン朝）

シャムシール（شمشیر shamshīr）は、刀剣の一種。中近東に見られる、わずかに曲がった細身の片刃刀。シャムシェール、 シャムセールとも呼ばれる。

## 名称
「シャムシール」とは英語のソード（sword）などと同じく、本来ペルシア語で「刀剣」を意味する普通名詞であり、名称そのものに刀や剣や刀身の曲がりなどの形状についての意味は有しない。アラビア語のサイフ（سيف sayf/saif）、マフムード・カーシュガリーの『テュルク語集成』などに見られるセルジューク朝時代からイルハン朝時代にかけての中央アジアから中東一帯のテュルク語ではキリチ（قليج qilič）や、チャガタイ語、オスマン語ではクルチ（قليچ qïlïč）（現代トルコ語ではクルチ （kılıç））も、本来は刀剣一般を、通常は曲刀を意味する。
エジプトやアラビアなどではシャムシール、西洋ではシミター（scimitar）と呼ばれ、西洋のサーベルなどに影響を与えたといわれる。
これら曲刀を意味する各国語は、新月刀、半月刀、偃月刀（偃月は半月と同じ）などと和訳されることがある。ただし、偃月刀は本来は中国の長柄武器である。また、日本では柳葉刀を偃月刀と呼ぶ事があるが、柳葉刀はシャムシール等とは形状もやや異なり頑丈な造りをしている。

## 歴史
パルティア語やパフラヴィー語（中期ペルシア語）でいう「シャムシェール」（šmšyl / šamšēr）の近世ペルシア語形で、サーサーン朝時代は直剣であった。アッバース朝以降の刀剣もおおむね直剣であった。
『集史』などの絵画資料や考古学の研究からセルジューク朝やモンゴル帝国（およびイルハン朝）などテュルク・モンゴル系の遊牧戦士の刀剣の影響で、この地域の刀剣は現在のような曲刀になったと考えられている。
アメリカ海兵隊の士官軍刀は、1826年以降シャムシール型（マムルークソード）を採用している。これはダーネの戦いでプレスリー・オバノン率いる海兵隊が立てた戦功に対して、亡命中のオスマン帝国副王ハメット・カラマンリが自らの帯剣を下賜したことに由来する。

## 形状
非常に刃の薄い湾曲した片刃の刀身を持ち、その先端の角度は15度から30度程となる。
柄頭は小指側にカーブを描いており、獅子の頭になぞらえられる。
重心は鍔から15cmから26cm離れた刀身の部分にあることが多かった。